# Hans Joachim von Neuhaus
Hans Joachim von Neuhaus (* 11. Juli 1887 in Hattingen; † 23. März 1957 in Bonn) war ein deutscher Diplomat und Journalist.

## Leben und Tätigkeit

### Frühe Jahre
Neuhaus war ein Sohn des Ministerialdirektors im Preußischen Ministerium für Handel und Gewerbe Jakob Neuhaus, der am 9. Februar 1916 in den preußischen Adelsstand erhoben wurde, und seiner Ehefrau Clara (* 1860; † 1933), geborene Scheibler, Tochter eines Tuchfabrikanten.
Neuhaus besuchte das Kaiserin Augusta-Gymnasium in Charlottenburg, das er am 24. Februar 1906 mit dem Abitur verließ. Vom 12. März 1906 bis 18. Oktober 1909 gehörte er der preußischen Armee an. Während dieser Zeit wurde er im August 1906 zum Leutnant befördert.
Von 1909 bis 1912 studierte Neuhaus in Bonn Rechtswissenschaften. Am 5. Dezember 1912 bestand er das Referendarexamen. Seit dem 25. Januar 1913 stand Neuhaus dann im preußischen Justiz- und Verwaltungsdienst.
Von August 1914 bis Ende 1918 nahm Neuhaus als Reserveoffizier am Ersten Weltkrieg teil. Während der Kriegsjahre wurde er zum Oberleutnant der Reserve (18. November 1914) und zum Rittmeister der Reserve (31. Januar 1916) befördert. Von August bis Dezember 1915 war Neuhaus bei der Abteilung des Innern der deutschen Zivilverwaltung für das besetzte Belgien in Brüssel tätig. Anschließend amtierte er von Dezember 1915 bis Mai 1917 als Zivilkommissar in Marché in Luxemburg. In der Zeit von Oktober 1917 bis Dezember 1918 war er bei der deutschen Militärverwaltung in Konstanza und in Pleskau tätig.

### Weimarer Republik
Vom 1. Januar 1919 bis 1. Dezember 1920 war Neuhaus im preußischen Verwaltungsdienst. tätig. Während dieser Zeit bestand er am 24. Januar 1920 die Große Juristische Staatsprüfung.
Zum Jahresende wechselte Neuhaus in den Dienst des Auswärtigen Amtes: Zum 14. Dezember 1920 wurde er als Attaché in den Auswärtigen Dienst einberufen (Dienstantritt 3. Januar 1921): Im Auswärtigen Amt wurde er zunächst in der Abteilung X (Außenhandel) und dort im Referat L.6 (Bulgarien, Rumänien, Griechenland) beschäftigt. Zum 1. April 1921 wechselte er in das Referat L.1 (Großbritannien und Kanada).
Seit dem 1. Juli 1921 war Neuhaus in der Abteilung IV (Osteuropa) des Auswärtigen Amtes tätig, die zum 1. Januar 1922 als Abteilung IVa (Osteuropa, Skandinavien) firmierte. Hier verblieb er bis zum Sommer 1922. Während dieser Zeit erhielt er am 8. Juni 1922 die Amtsbezeichnung eines Legationssekretärs.
Zum 12. August 1922 wurde Neuhaus zur deutschen Gesandtschaft in Riga versetzt (Dienstantritt 21. August). Hier verblieb er knapp vierzehn Monate, bis zum 7. Oktober 1923. Während dieser Zeit bestand er am 27. Juni 1923 die Diplomatisch-konsularische Prüfung. Außerdem wurde er in den Rang eines Legationssekretärs befördert (19. Juli 1923). Seit dem 18. Oktober 1923 war Neuhaus ohne Verwendung der Hauptdienststelle des Auswärtigen Amtes zugeteilt. Am 6. Dezember 1923 folgte seine Versetzung in den einstweiligen Ruhestand.
Seit dem 1. Februar 1924 war Neuhaus als Journalist tätig: Er stand fortan als Redakteur im Dienst der Deutschen Allgemeinen Zeitung (DAZ). Zum 16. Oktober 1926 übernahm er die Stellung des Berliner Korrespondenten der Hamburger Nachrichten, bevor er am 30. September 1929 als Chefredakteur die Leitung des Hauptbüros dieser Zeitung in Hamburg übernahm. In dieser Stellung war er insbesondere für die Ressorts Politik und Wirtschaft zuständig. Von der Stellung als Chefredakteur der Hamburger Nachrichten wurde Neuhaus im Oktober 1930 abgelöst. Die Gründe für sein Ausscheiden sind bislang ungeklärt.
Politisch gehörte Neuhaus während der Jahre 1924 bis 1929 der DNVP an.

### NS-Zeit
Zum 1. Mai 1933 trat Neuhaus der NSDAP bei (Mitgliedsnummer 3.001.205). Am 16. Oktober 1933 wurde Neuhaus Chefredakteur der Völkischen Zeitung in Düsseldorf. Zugleich verdingte er sich als außenpolitischer Redakteur der Rheinischen Landeszeitung in Mönchengladbach.
Seit April 1935 stand Neuhaus im Dienst des Deutschen Nachrichtenbüros in Berlin. Zum 1. Oktober 1935 wurde er Korrespondent des DNB in Oslo. Zugleich gehörte er der deutschen Gesandtschaft in Oslo auf Basis eines Vertragsverhältnisses mit dem Reichsministerium für Volksaufklärung und Propaganda als Pressebeirat an.
Zum 8. April 1937 wurde Neuhaus erneut in den Auswärtigen Dienst einberufen und der deutschen Gesandtschaft in Oslo als Legationssekretär zugeteilt (Dienstantritt 1. Juni 1937). In dieser Stellung, in der er bis zum 13. Mai 1940 blieb, wurde er zum 1. Legationssekretär (16. Juni 1937) und zum Gesandtschaftsrat I. Klasse (22. November 1938) befördert. Der Reichsaußenminister Joachim von Ribbentrop wies das Personal der Osloer Gesandtschaft in der Anfangsphase der deutschen Besatzung Norwegens an, unter der Leitung von Neuhaus dem Stab des Reichskommissars beizutreten, sich dabei aber gleichzeitig weiterhin als dem Auswärtigen Amt unterstellt zu betrachten.
Zum 9. Mai 1940 kehrte Neuhaus ins Auswärtige Amt zurück. Hier wurde er zum 21. Juni 1940 erneut in den einstweiligen Ruhestand versetzt.
Seit dem 29. Juli 1940 tat Neuhaus erneut Militärdienst: Er wurde bei der Rüstungskontrollinspektion beim Oberkommando der Wehrmacht beschäftigt. In dieser Stellung wurde er zum Major befördert (1. Mai 1941). Später wechselte er in den Stab er Rüstungskontrollinspektion der deutschen Waffenstillstandskommission in Wiesbaden. Seit März 1942 war Neuhaus als Verbindungsoffizier der deutschen Waffenstillstandskommission in Paris stationiert.

## Ehe und Familie
Seit dem 23. April 1914 war Neuhaus verheiratet mit Editha von Reppert-Bismarck ( 6. Februar 1893), Tochter der Toni Scherenberg und des Offiziers Albert von Reppert-Bismarck. Die Hochzeit von Editha und Hans-Joachim war in Hattingen. Aus der Ehe ging der Sohn Hasso von Neuhaus (* 13. Juni 1921) hervor, der wenige Wochen danach verstarb. Mit der Ehefrau lebte er die letzten Jahre in Bonn, dort wohnte Editha auch als Witwe. Hans Joachim von Neuhaus hatte sechs Geschwister, der Bruder Karl, studierter Philosoph, starb als Leutnant d. R. letztlich an den Kriegsfolgen nach 1921. Der General Hans Petri war sein Schwager, verheiratet mit seiner Schwester Clothilde von Neuhaus.

## Genealogie
- Hans Friedrich von Ehrenkrook, Friedrich Wilhelm Euler, Jürgen Thiedicke von Flotow-Stuer, Walter von Hueck, u. a.: Genealogisches Handbuch der Adeligen Häuser, B (Briefadel / nach 1400 nobilitiert), Band IV, Band 20 der Gesamtreihe GHdA. Hrsg. Deutsches Adelsarchiv. C. A. Starke, Limburg an der Lahn 1959, ISSN 0435-2408, S. 354–355.
- Gothaisches Genealogisches Taschenbuch der Adeligen Häuser. Zugleich Adelsmatrikel der D.A.G. Teil B (Briefadel). 1941. 33. Jahrgang, Justus Perthes, Gotha 1940, S. 385. Siehe: FamilySearch (Kostenfrei).
- Gothaisches Genealogisches Taschenbuch der Briefadeligen Häuser. 1917. 11. Jahrgang, Justus Perthes, Gotha 1916, S. 622 f.